# Jan Reiser
Jan Reiser (* 1978 in Tegernsee) ist ein deutscher Comiczeichner,  Storyboarder, Illustrator, Designer und Cartoonist.

## Leben
Sein Abitur machte er 1998 auf dem Gabriel-von-Seidl-Gymnasium in Bad Tölz und studierte danach an der FH München Kommunikationsdesign. Sein Diplom erlangte er dort 2003.
Sein Vater Hans Reiser (* 1951) ist Maler, Illustrator und Karikaturist.
Jan Reiser lebt und arbeitet heute in München.

## Arbeiten (Auswahl)
Jan Reiser ist Mitglied im gemeinnützigen Münchener Verein zur Förderung der Comic-Kunst Comicaze e.V., der mehrmals im Jahr das kostenlose Magazin „Comicaze“ herausbringt.
Als Vorstandsmitglied (2007–2011) des Vereins war er zusammen mit Frank Cmuchal Herausgeber der Bücher Wiesn-G’schichtn – Der Comic zum Oktoberfest (2010) und Karl Valentin – Sein ganzes Leben in einem Comic  (2012). Letzteres auch zusammen mit Timo Böhmler und Christian Effenberger.
Die beiden Bücher sind im Volk Verlag erschienen und sind Kompilationen aus Geschichten unterschiedlicher Zeichner, die dem Künstlerpool des Vereins Comicaze e.V.  angehörten.
Für Schneiderbuch (Egmont vgs) fertigte er die Cover und Illustrationen der Serie „Klarer Fall für Clara Fall“ (Autor: Till-Carsten Mann), von 2001 bis 2003 an.
Von 2007 bis 2013 unterrichtete er an der privaten Hochschule für Design und Media in München, der ifog Akademie, Grundlagen der Zeichnung und Illustration.
Für die Süddeutsche Zeitung gestaltete er für die ersten 28 Ausgaben, von 2009 bis 2016, der „Süddeutsche Zeitung für Kinder“ die Comics und Illustrationen. Hier erleben die drei Kinderreporter Anne, Franzi und Bene spannende Abenteuer bei ihren Recherchen.
Werbecomics zeichnete er von 2014 bis 2017 für den „Mc Donald’s Kids Club“ und von 2017 bis 2019 sechs Ausgaben von „Pepilo“ für ein Münchener Einkaufszentrum.
Seit 2022, mit Heft Nummer 166 (Lurchis Luftpost) ist er Zeichner und Texter, des seit 1937 erscheinenden Werbecomics der Reihe Lurchis Abenteuer der Schuhfirma Salamander. Mittlerweile liegt sein siebtes Heft vor (Lava).

## Werke (Auswahl)
- De Gschicht vom Brandner Kasper: Nach einer Erzählung von Franz von Kobell, Illustration, Autor: Franz von Kobell,  edition buntehunde, Regensburg 2006, ISBN 978-3-934941-88-5
- Sticks & Fingers, Egmont Ehapa, Köln 2006, ISBN 978-3-7704-2926-4
- Tom Sawyer als Detektiv, Illustration, Autor: Mark Twain,  Carl Hanser Verlag, München 2011, ISBN 978-3-446-23668-4
- Tom Sawyers abenteuerliche Ballonfahrt, Illustration, Autor: Mark Twain,  Carl Hanser Verlag, München 2012, ISBN 978-3-446-23916-6
- Der Junge, der nicht hassen wollte, Illustration, Autor: Shlomo Graber, Riverfield-Verlag, Basel 2017, ISBN 978-3-9524640-5-2
- Das Mädchen, das die Welt verändert, Illustration, Autor: Alfonso Pecorelli, Riverfield-Verlag, Basel 2017, ISBN 978-3-9524640-7-6
- Strich und Farben – Die große Zeichenschule, FISCHER Sauerländer, Frankfurt am Main 2017, ISBN 978-3-7373-5503-2
- Der Kleine Lord, Illustration, Autorin: Frances Hodgson Burnett, Knesebeck, München 2019, ISBN 978-3-95728-303-0
- In rauer Nacht – eine kleine Auswahl bayerischer Sagen, Illustration, Autor: Johann Wax,  edition buntehunde, Regensburg 2020, ISBN 978-3-947727-11-7
- Jasper Wulff – Der coolste Wolf der Stadt, Band 1, Illustration, Autorin: Jasper Wulff,  dtv, München 2021, ISBN 978-3-423-76352-3
- Jasper Wulff – Schule und andere haarige Probleme, Band 2, Illustration, Autorin: Jasper Wulff,  dtv, München 2022, ISBN 978-3-423-76376-9
- Team Torjäger – Aufregung im Fußballinternat, Illustration, Autor: Michael Engler, dtv, München 2022, ISBN 978-3-423-76394-3

## Ausstellungen (Auswahl)
- 2013 – „SZ für Kinder“, Comicfestival München
- 2017 – „Inside the Outline“, ArtGallery, Landsberg am Lech[6]